# Raúl Santos (balonmanista)
Raúl Santos (Santo Domingo, 1 de junio de 1992) es un balonmanista dominicano, naturalizado austriaco, que juega de extremo izquierdo en el BT Füchse. Es internacional con la selección de balonmano de Austria.
En la temporada 2014/15 y jugando con el VFL Gummersbach fue el segundo máximo goleador de la Bundesliga con 253 goles.

## Palmarés

### THW Kiel
- Copa de Alemania de balonmano (1): 2017

## Clubes
- Union Leoben (2008-2013)
- VFL Gummersbach (2013-2016)
- THW Kiel (2016-2018)[2]
- SC DHFK Leipzig (2018-2020)
- VfL Gummersbach (2020-2022)
- BT Füchse (2022- )